# 希尔达·史密斯
希尔达·史密斯（英語：Hilda Smith，1909年9月30日—1995年1月22日），英国女子竞技体操运动员。她曾代表英国获得1928年夏季奥运会体操比赛女子团体全能铜牌。她于1995年在大曼徹斯特利去世。